# Noto International Women's Open 2012
Il Noto International Women's Open 2012 è stato un torneo di tennis facente parte della categoria ITF Women's Circuit nell'ambito dell'ITF Women's Circuit 2012. Il torneo si è giocato a Noto in Giappone dal 3 al 9 settembre 2012 su campi in erba e aveva un montepremi di $25,000.

## Vincitori

### Singolare
Kazusa Ito ha battuto in finale  Misa Eguchi con il punteggio di 6–2, 6–4

### Doppio
Kumiko Iijima /  Akiko Yonemura hanno battuto in finale  Miki Miyamura /  Mari Tanaka con il punteggio di 6–1, 4–6, [10–5]